# Crotalus durissus unicolor
Crotalus durissus unicolor es una subespecie de C. durissus, una serpiente de la familia de las víboras (Viperidae) que solo se encuentra en la isla caribeña de Aruba, frente a las costas de Venezuela. Está en peligro crítico de extinción, se estima que menos de 230 adultos sobreviven en la naturaleza.

## Descripción
De tamaño mediano, los adultos alcanzan una longitud de aproximadamente 90 cm. Es de color marrón claro, canela, o casi rosa, lo que refleja el color del suelo de su hábitat natural, con marcas más oscuras en forma de diamante marrón, pero los colores pueden variar del blanco al albaricoque, marrón o pizarra. Las marcas son a veces casi invisibles, o visibles sólo en una estrecha franja en el medio de la espalda.

## Distribución geográfica
Endémica de la isla de Aruba, frente a las costas de Venezuela. Habitan solamente en zonas de matorral espinoso y en el desierto en la parte sureste de la isla.

## Estado de conservación
Esta especie está clasificada como en peligro crítico (CR) en la Lista Roja de la UICN para los siguientes criterios:. C2b (v2.3, 1994) Esto significa que la población está estimada en menos de 250 individuos maduros, una disminución continua ha sido observada, proyectada, o inferida, en el número de individuos maduros, y que la estructura de la población es tal que todas las personas que se encuentran en una única subpoblación. Año evaluado: 1996.
Estas serpientes se encuentran solamente en la isla de Aruba, donde se limita principalmente a la punta rocosa y seca del sur de la isla. Debido a su rango geográfico muy limitado, alrededor de 230 animales subsisten en su hábitat natural, la serpiente de cascabel de Aruba se encuentra entre las más raras las serpientes de cascabel en el mundo y catalogado como en peligro crítico. 
La serpiente es ahora parte del Plan de Supervivencia de Especies de la cría en cautividad.

## Alimentación
Su dieta consiste de roedores, aves y lagartos.

## Reproducción
Los machos alcanzan la madurez sexual en cuatro años, las hembras de cada cinco. Después de un tiempo de gestación de cuatro meses, las hembras dan a luz a entre cinco y quince crías a la vez.